# 一国社会主义
一国社会主义（俄语：социали́зм в отде́льно взя́той стране́）是由斯大林于1924年强调並於翌年由布哈林正式阐述的理论，它被认为是早先由列宁提出的“社会主义可以首先在一国或多国内实现胜利”理论的延伸，并且“一国社会主义论”在此基础上提出了社会主义社会可以在一国建成的理论。该理论认为在较强大的资本主义国家基础上，可以率先在多国甚至一国范围内取得社会主义革命的胜利，并可以在一国建成社会主义社会，但不能够取得社会主义的最终胜利，需要依靠无产阶级的国际革命实现最终的胜利并迎接共产主义社会的到来。而非按照传统马克思主义的路線，认为社会主义社会只有在国际范围内才可能实现。苏联在1936年宪法中正式宣布“建成社会主义”。
这种向阶段革命论的转变是对先前古典马克思主义所持的社会主义必须在全球建立的立场的转变。 然而，一些该理论的支持者认为，它既不与世界革命相矛盾，也不与世界共产主义相矛盾，并且是一个必要的阶段。斯大林认为，苏联是作为一个世界革命的基地而存在，没有一国社会主义的建成就无法实现世界革命。每个国家的革命都是自己的革命，虽然苏联反对以武力干涉别国人民的生活，但苏联作为世界革命的基础而存在，能够加速他国无产者的胜利。一国社会主义论最终由斯大林於1928年掌權後采用作为国策。
以托洛茨基为代表的反对一国建成社会主义论的一派则认为，一国建成社会主义论是受苏联处于一国的孤立状态，而西欧革命又受挫的情况下由斯大林等人提出理论，它的提出是为了向社会灌输革命已经阶段性完成，外部世界的变化并不会影响苏联的社会主义社会能否建成的概念。

### 引用
1. ↑  列宁，全俄工兵农代表苏维埃第三次代表大会人民委员会工作报告，1918年1月11日
2. ↑  . 真理报1936年第64期 (苏联共产党中央委员会). 1936-03-05 （俄语）.
3. ↑  托洛茨基. .   [2021-10-22]. （原始内容存档于2021-08-18） （中文）.

### 列表
- Ruth Fischer; John C. Leggett (2006). "Socialism in one country". Stalin and German Communism: A Study in the Origins of the State Party. Social Science Classics (2nd reprint ed.). Transaction Publishers. pp. 471–496. ISBN 0-87855-822-5.
- The Theory of Socialism in One Country; Max Shachtman.